# Битка код Садове
Битка код Садове или Битка код Кенигреца одиграла се 3. јула 1866. године између пруске војске са једне и аустро-саксонске војске са друге стране. Ова битка је окончала Аустријско-пруски рат и једна је од највећих битака 19. века, а завршена је победом Пруса.

## Битка
У бици је учествовало око 225 000 Пруса и око 265 000 Аустријанаца и Саксонаца. На обе стране ступило је постепено у дејство око 400 топова. Прусима је командовао Хелмут фон Молтке, а аустријско-пруским снагама Лудвиг Бенедек. Аустријски војници су се суочили са модерно наоружаном и веома покретљивом војском. Пруси су успели да им нанесу велики пораз. Бенедек је наредио повлачење и преузео одговорност на себе. Пруси су изгубили нешто више од 9000 људи, а Аустријанци преко 31000.

## Значај
Битком код Кенигреца завршен је Аустријско-пруски рат. Ова битка потврдила је премоћ Пруске у Европи. Ослободивши се утицаја Аустрије, Пруска је постала највећа сила у Европи преузимајући водећу улогу у Севернонемачкој конфедерацији. Од ње ће 1871. године бити формирано Немачко царство.